# Hedychium gratum
Hedychium gratum là một loài thực vật có hoa trong họ Gừng. Loài này được Wall. ex Voigt mô tả khoa học đầu tiên năm 1845.